# Ouleymata Sarr
Charlotte Bilbault (født 8. oktober 1990) er en kvindelig fransk fodboldspiller, der spiller midtbane for Paris FC i Division 1 Féminine og Frankrigs kvindefodboldlandshold. Hun har tidligere spillet for de franske klubber Paris Saint-Germain, Lille og Bordeaux.
Hun fik sin officielle debut på det franske landshold i september 2017 mod Spanien, hvor hun også scorede i holdets 3–1-sejr. Hun blev også udtaget til landstræner Corinne Diacres officielle trup mod EM i fodbold for kvinder 2022 i England.

## Landsholdsstatistik
| Nr. | Dato               | Spillested                               | Modstander | Score | Resultat | Turnering              |
| --- | ------------------ | ---------------------------------------- | ---------- | ----- | -------- | ---------------------- |
| 1   | 18. september 2017 | Stade de l'Épopée, Calais, Frankrig      | Spanien    | 3–1   | 3–1      | Venskabskamp           |
| 2   | 23. oktober 2017   | Stade Auguste-Delaune, Reims, Frankrig   | Ghana      | 1–0   | 8–0      | Venskabskamp           |
| 3   | 10. marts 2020     | Stade du Hainaut, Valenciennes, Frankrig | Holland    | 3–3   | 3–3      | Tournoi de France 2002 |
| 4   | 25. juni 2022      | Stade Pierre Brisson, Beauvais, Frankrig | Cameroun   | 3–0   | 4–0      | Venskabskamp           |
| 5   | 25. juni 2022      | Stade Pierre Brisson, Beauvais, Frankrig | Cameroun   | 4–0   | 4–0      | Venskabskamp           |